# 弗莱德·海斯
小弗莱德·华莱士·海斯（英語：Fred Wallace Haise, Jr.，1933年11月14日—）曾是一位美国国家航空航天局的宇航员。
海斯于1959年从俄克拉荷马大学获得航空工程学学位。他于1964年在位于美国空军试飞员学校的爱德华空军基地完成了研究生课程，还于1972年在哈佛商学院完成了PMD课程。
他于1954年完成了美国海军的飞行训练，成为了一名美国海军陆战队的战斗机飞行员。
1959年，海斯在美国国家航空航天局的刘易斯研究中心成为了一名航空研究飞行员。作为研究飞行员，海斯于1963年在德莱顿飞行研究中心服役，1966年被选入第五组宇航员。他是第五组宇航员中4名获得过太空任务的成员中的第一个。海斯担任了阿波罗8号、阿波罗11号以及阿波罗16号的替补成员。1970年，在登月失败的阿波罗13号任务中，海斯是登月舱驾驶员。计划中，他还是后来被取消的阿波罗19号的指令长。在1977年的企业号航天飞机任务中，海斯担任指令长。
1995年，海斯在电影阿波罗13号中由比尔·帕克斯顿扮演。海斯在电视连续短剧从地球到月球中由亚当·鲍德温扮演。
1979年6月，海斯从航空航天局退役，在格鲁曼飞机工程公司担任经理直到1996年退休。